# Нагиев, Дмитрий Русланович
Дми́трий Русла́нович Наги́ев (укр. Дмитро Русланович Нагієв; азерб. Dmitri Ruslan oğlu Nağıyev; род. 27 ноября 1995, Белая Церковь, Киевская область) — украинский и азербайджанский футболист, защитник клуба «Минай». Выступал за молодёжную сборную Азербайджана.

## Клубная карьера
Дмитрий Нагиев родился 27 ноября 1995 года. До 2008 года выступал в составе ДЮСШ-15 (Киев), в 2009—2011 годах защищал цвета клуба «Княжа». С 2012 года выступает в составе днепропетровского «Днепр». В составе команды дублёров и U-19 «Днепра» сыграл 86 матчей и забил 3 мяча.
За основную команду днепровцев в Премьер-лиге дебютировал 20 ноября 2016 года в выездном матче 13-го тура против полтавской «Ворсклы». «Днепр» в этом поединке одержал победу со счетом 2:1, а сам Дмитрий вышел на замену на восемьдесят девятой минуте матча вместо Валерия Лучкевича. В начале августа 2018 года перебрался в португальский «Кова-да-Пиедади».

## Карьера в сборной
Несмотря на то, что Нагиев родился на Украине, он решил выступать за сборную своей исторической родины. С 2015 года сыграл 2 поединка в составе сборной Азербайджана (U-21).